# Жуль-Едуар Альбуаз де Пюжоль
Жуль-Едуар Альбуаз де Пюжоль (фр. Jules-Édouard Alboize de Pujol; 1805, Монпельє, — 9 квітня 1854, Париж) — французький драматург, письменник, режисер.

## Життжпис
Керував театром на Монмартрі. Серед численних п'єс, написаних ним або в співавторстві, найбільшою популярністю користувалися «Кристіерн данський, або Чорні маски» (фр. Christiern de Danemark, ou Les masques noirs; 1836) і «Жертва ста незайманих» (фр. Le tribut des cent vierges; 1841). Крім того, писав Альбуаз і прозу (історичну та історико-документальну), частіше в співавторстві, в тому числі «Знамениті судові випадки, або Календар злочинів» (фр. Causes célèbres ou Fastes du crime; 1842—1846, разом із Мокаром і Капо де Фейядом) та «Історію Бастилії» (1840, разом з Арну і Маке).
Стверджується, що Альбуаз де Пюжоль був одружений з племінницею відомої ворожки Ленорман і успадкував деякий архів, опублікувати який йому завадила власна смерть.

## Творчість
Театр
- 1836 — «Christiern de Danemark, ou les masques noirs» разом із Полем Фуше[fr] (Париж, Marchant)
- 1837 — «La Guerre des servantes», драма на 5 дій та 7 сцен, разом із Еммануелем Теалоном[fr] та Шарлем Жаном Харелем[fr]
- 1837 — «L’Idiote», драма в трьох діях у прозі — прем'єра у Театрі де ла Порт-Сент-Антуан 2 грудня 1837 (Paris, J.-N. Barba)
- 1841 — «Le Tribut des cent vierges», Bernard Lopez; E Duverger; представлений у théâtre de la Gaîté (Париж)
- 1843 — «Redgauntlet» разом із Полем Фуше, драма на три дії за мотивами однойменного роману[fr] Вальтера Скотта —  прем'єра у théâtre de l'Ambigu-Comique (Париж)
- 1852 — «Marie Simon» разом із Сент-Івом[fr], драма у п'яти діях (Париж)
- «Les Chevaux du carrousel, ou le Dernier jour de Venise», разом із Полем Фуше, драма на 5 дій (Париж)